# Peucolao
Peucolao (Peukolaos; fl. I secolo a.C.) fu un sovrano indo-greco che regnò sul Gandhāra intorno al 90 a.C.; il suo regno fu breve e probabilmente insignificante, in quanto sono pervenute solo poche monete di questo re.
Il suo nome potrebbe essere tradotto come "l'uomo da Pushkalavati", un'importante città indo-greca a est di Kabul. Le sue monete recano gli attributi soteros ("salvatore") e dikaiou ("giusto").